# 농업협동조합 축구단
농업협동조합 축구단은 농업협동조합에서 운영했던 축구단으로 1972년 8월 17일 창단식을 거행하고 공식 출범하였으며 실업축구 (현 내셔널리그)에서 활동하였다.
하지만, 연간 2억원에 달하는 운영비용의 절감을 위해   1980년 12월 해체되었다.